# نيتروميثان (صفحة البيانات)
هذه الصفحة توفر بيانات كيميائية تكميلية عن مادة النتروميثان (Nitromethane).

## صحيفة بيانات سلامة المواد
يتطلب التعامل مع هذه المادة الكيميائية اتخاذ احتياطات أمان كبيرة. لذلك، تتوفر صحيفة بيانات سلامة المواد (MSDS) لدى Mallinckrodt Baker.

## البنية والخصائص
| البنية والخصائص          | البنية والخصائص                                                                                             |
| ------------------------ | --- |
| معامل الانكسار، ند       | 1.3817 عند 20 درجة مئوية                                                                                    |
| رقم آبي                  | ؟ |
| ثابت العزل الكهربائي، εr | 37.27 ε0 عند 20 درجة مئوية                                                                                  |
| قوة الرابطة              | ؟ |
| طول الرابطة              | ؟ |
| زاوية الرابطة            | ؟ |
| القابلية المغناطيسية     | −21.0·10−6 سم3 /مول                                                                                         |
| التوتر السطحي            | 39.04 داين/سم عند 10 درجة مئوية </br> 36.53 داين/سم عند 25 درجة مئوية </br> 32.33 داين/سم عند 50 درجة مئوية |
| اللزوجة                  | 0.63 سنتي بواز عند 25 درجة مئوية                                                                            |

## ضغط بخار السائل
| P بالملم زئبق                | P بالملم زئبق                | 1     | 10  | 40   | 100  | 400  | 760   |
| درجة الحرارة بالدرجة المئوية | درجة الحرارة بالدرجة المئوية | -29.0 | 2.8 | 27.5 | 46.6 | 82.0 | 101.2 |

تم الحصول على بيانات هذا الجدول من CRC Handbook of Chemistry and Physics 44th ed.

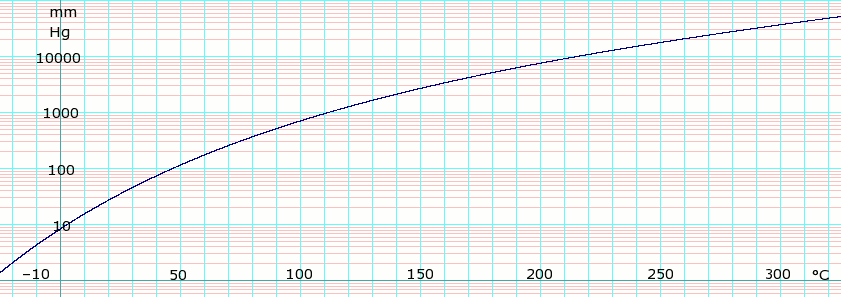
سجل_{10} من ضغط بخار النتروميثان. يستخدم الصيغة: تم الحصول عليها من CHERIC

## البيانات الطيفية
| الأشعة فوق البنفسجية والمرئية          | الأشعة فوق البنفسجية والمرئية |
| -------------------------------------- | ----------------------------- |
| λالحد الأقصى                           | ؟ ن م                         |
| معامل الانقراض، ε                      | ؟                             |
| الأشعة تحت الحمراء                     |                               |
| نطاقات الامتصاص الرئيسية               | ؟ سم−1                        |
| الرنين النووي المغناطيسي               |                               |
| الرنين النووي المغناطيسي للبروتون      |                               |
| الرنين النووي المغناطيسي للكربون-13    |                               |
| بيانات الرنين المغناطيسي النووي الأخرى |                               |
| مطيافية الكتلة                         |                               |
| كتل من </br> الأجزاء الرئيسية          |                               |